# HATEOAS
HATEOAS (Hypermedia as the Engine of Application State, дословно «гипермедиа как движок для состояния приложения») — архитектурные ограничения для REST-приложений.
С помощью HATEOAS клиент взаимодействует с сетевым приложением, сервер которого обеспечивает динамический доступ через гипермедиа. REST-клиенту не требуется заранее знать, как взаимодействовать с приложением или сервером за пределом гипермедиа.
В отличие от архитектуры SOA, где взаимодействие клиента с сервером строго определены интерфейсом, HATEOAS отделяет клиента от сервера и позволяет им независимо развиваться.

## Описание
REST-клиент обращается к фиксированному URL, а все последующие действия клиента становятся известными из возвращаемых с сервера ресурсов. Типы ресурсов, представления и их связи стандартизированы. Клиент проходит по ресурсам, выбирая ссылки или взаимодействуя любым другим способом, возможным для этого типа ресурса. Таким образом RESTful-взаимодействия работают через гипермедиа, а не через заранее указанный интерфейс.
Например, сделать запрос возвращающий ресурс счёта в XML-представлении:
```
GET
 
/accounts/12345
 
HTTP
/
1.1

Host
:
 
bank.example.com

Accept
:
 
application/xml

...

```

Ответ будет таким:
```
HTTP
/
1.1
 
200
 
OK

Content-Type
:
 
application/xml

Content-Length
:
 
...

<?xml version="1.0"?>

<account>

    
<account_number>
12345
</account_number>

    
<balance
 
currency=
"usd"
>
100.00
</balance>

    
<link
 
rel=
"deposit"
 
href=
"https://bank.example.com/accounts/12345/deposit"
 
/>

    
<link
 
rel=
"withdraw"
 
href=
"https://bank.example.com/accounts/12345/withdraw"
 
/>
 

    
<link
 
rel=
"transfer"
 
href=
"https://bank.example.com/accounts/12345/transfer"
 
/>

    
<link
 
rel=
"close"
 
href=
"https://bank.example.com/accounts/12345/close"
 
/>

</account>

```

Ответ содержит ссылки на депозит, снятие, перевод и закрытие аккаунта. В случае отрицательного баланса доступен только депозит:
```
HTTP
/
1.1
 
200
 
OK

Content-Type
:
 
application/xml

Content-Length
:
 
...

<?xml version="1.0"?>

<account>

    
<account_number>
12345
</account_number>

    
<balance
 
currency=
"usd"
>
-25.00
</balance>

    
<link
 
rel=
"deposit"
 
href=
"https://bank.example.com/account/12345/deposit"
 
/>

</account>

```

Теперь доступна только одна ссылка: внести больше денег. Отсюда «the Engine of Application State» в названии. Возможные действия различаются в зависимости от состояния ресурса. Клиенту не нужно знать заранее типы ресурсов и механизмы взаимодействия с ним через сервер. Понимание новых типов ресурсов приобретается во время исполнения при получении ресурсов от сервера.

## История
В докторской диссертации Роя Филдинга определены ограничения HATEOAS как неотъемлемой части функции «единого интерфейса».